# Paruline des buissons
Geothlypis tolmiei
Espèce
Statut de conservation UICN

 LC  : Préoccupation mineure
La Paruline des buissons (Geothlypis tolmiei, anciennement Oporornis tolmiei) est une espèce de passereaux d'Amérique du Nord appartenant à la famille des Parulidae.

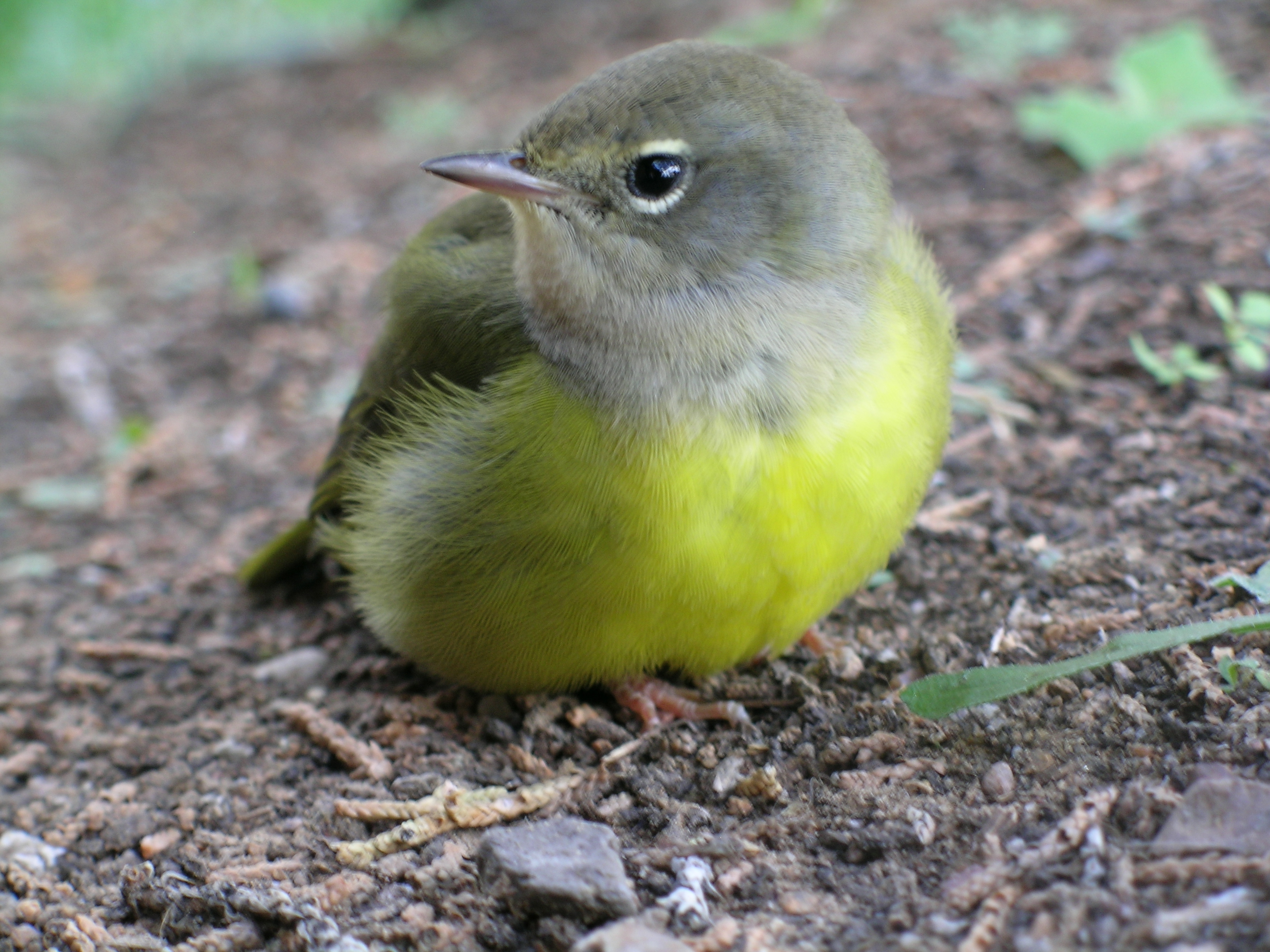
Une femelle.

## Répartition

zone de nidification
zone d'hivernage